# جو سوينسون
جوان كيت سوينسون (بالإنجليزية: Jo Swinson)‏، الحاصلة على رتبة الإمبراطورية البريطانية، (من مواليد 5 فبراير 1980)، سياسية بريطانية عضو في الحزب الليبرالي الديموقراطي، شغلت منصب زعيم الديموقراطيين الليبراليين من 22 يوليو 2019 وحتى 13 ديسمبر من نفس العام، وكانت بذلك أول امرأة وأصغر شخص يشغل هذا المنصب. شغلت سوينسون منصب عضو في برلمان المملكة المتحدة عن دائرة دونبارتونشير الشرقية الانتخابية بين عامي 2005 و2015، وبين عامي 2017 و2019.
درست سوينسون في كلية لندن للاقتصاد والعلوم السياسية، وعملت بعدها لفترة وجيزة في مجال العلاقات العامّة، قبل انتخابها لمجلس العموم. أصبحت سوينسون، عام 2005، أصغر عضو في برلمان المملكة المتحدة في تلك الدورة الانتخابية وشغلت منصب المتحدث باسم الحزب الليبرالي الديموقراطي، وغطت العديد من الحقائب الوزارية، بما في ذلك خارجية إسكتلندا، وشؤون المرأة والمساواة، والمجتمعات والحكومة المحلية، والشؤون الخارجية وشؤون الكومنولث. 
في عام 2010، وبعد دخول الديموقراطيين الليبراليين في حكومة ائتلافية مع حزب المحافظين، عملت سوينسون سكرتيرةً برلمانية خاصة لنائب رئيس الوزراء، نك كلغ، وعُينت لاحقًا وكيلة برلمانية لوزارة الأعمال والابتكار والمهارات. فقدت سوينسون مقعدها في البرلمان في انتخابات عام 2015، لكنها عادت لتستعيده في الانتخابات المبكرة التي أجريت بعد ذلك بعامين اثنين. بعد فترة وجيزة من عودتها إلى البرلمان، انتُخبت سوينسون نائبة لزعيم حزب الديموقراطيين الليبرالييين، دون معارضة. وبعد تقاعد فينس كيبل، هزمت سوينسون إد دافي في انتخابات زعامة حزب الديموقراطيين الليبراليين، لتشغل المنصب في شهر يوليو من عام 2019. 
قادت سوينسون حزبها خلال الانتخابات العامة لعام 2019، وكان من الممكن لها أن تقود حكومة ذات أغلبية ليبرالية ديموقراطية من شأنها إلغاء المادة 50 وإلغاء عملية خروج بريطانيا من الاتحاد الأوروبي، لكن، وبدلًا من ذلك، خسرت سوينسون مقعدها في البرلمان لصالح لحزب القومي الإسكتلندي، وأُزيحت عن زعامة الحزب. كانت فترة زعامتها لحزب الديموقراطيين الليبراليين، التي استمرت لأربعة أشهر ونصف فقط، الأقصر في تاريخ الحزب. 

## أولى سنوات حياتها والتعليم
وُلدت سوينسون في مدينة غلاسكو بإسكتلندا في 5 فبراير من عام 1980 لبيتر وأونيت سوينسون، وتلقت تعليمها في أكاديمية دوغلاس، المدرسة الحكومية المختلطة في بلدة ملينغافي التابعة لمنطقة دونبارتونشير الشرقية في غربي إسكتلندا، وانتقلت بعدها لتدرس الإدارة في كلية لندن للاقتصاد والعلوم السياسية، وحصلت على درجة البكالوريوس بدرجة امتياز في عام 2000. التحقت سوينسون بحزب الديموقراطيين الليبراليين في سن السابعة عشر بصفتها عضو نشط في الحزب.

## أولى سنوات حياتها المهنية
بعد تخرجها من كلية لندن للاقتصاد، انتقلت سوينسون إلى مقاطعة يوركشاير في شمال شرق إنجلترا، حيث عملت في شركة أيس للنظم المرئية والصوتية في مدينة ثورن، قبل أن تشغل منصب مدير التسويق والعلاقات العامة في محطة فايكينغ إف إم الإذاعية وشركة سبيس أند بيبول الإعلامية في مدينة كينغستون أبون هال، في شهر ديسمبر من عام 2000.
في عام 2001، وكانت حينها في الـ 21 من عمرها، خاضت سوينسون، دون نجاح، انتخابات برلمان المملكة المتحدة عن دائرة كينغستون أبون هال الشرقية، إلا أنها حصلت على تأرجح بنسبة 6% من قبل جون بريسكوت، نائب رئيس وزراء المملكة المتحدة حينها. في عام 2003، تنافست سوينسون على مقعد ستراثكيلفين وبيرسدين في انتخابات البرلمان الإسكتلندي، لكنها خسرت المقعد بعد حصولها على المركز الثالث بين المرشحين بنسبة 14% فقط من الأصوات.

## عضوية البرلمان بين عامي 2005 و2015
انتُتخبت سوينسون لعضوية مجلس العموم عن دائرة دونبارتونشير الشرقية الانتخابية في الانتخابات العامة لعام 2005، بعد أن تمكنت من هزيمة جون ليونز، من حزب العمال، بفارق 4061 صوت، وأصبحت بذلك أول برلمانيّ من مواليد ثمانينيات القرن العشرين. باعتبارها أصغر عضو في البرلمان، حلّت سوينسون محل زميلتها في البرلمان، سارة تيثر، من حزب العمال، لتحصل على لقب «صغير المجلس». حملت سوينسون هذا اللقب حتى عام 2009، وذلك عندما انتخبت كلوي سميث، من مواليد عام 1982، لشغل منصب عضو مجلس العموم عن دائرة نوريتس الشمالية الانتخابية بعد الانتخابات الفرعية للدائرة.
كانت سوينسون صريحة وواضحة في معارضتها لحرب العراق، ولمقترحات حكومة حزب العمال في إصدار بطاقات هوية وطنية. دعمت سوينسون الإجراءات التي اتخذها الأفراد والحكومة لمعالجة مشكلة التغير المناخي، كالاقتصاد في استهلاك الطاقة المنزلية وسياسة الحزب الديموقراطي الليبرالي المتمثلة بفرض ضرائب بيئية مقابل تقليل ضريبة الدخل لتعويض عبء الضرائب. دعمت سوينسون تخفيض سن الاقتراع إلى 16، كوسيلة من وسائل إشراك الشباب في السياسة. تؤمن سوينسون بضرورة إشراك المزيد من النساء في الحياة السياسية، وتؤمن بأن التشجيع على ذلك مثمر أكثر من الإجراءات الإيجابية. تعارض سوينسون استخدام مبدأ التمييز الإيجابي في معالجة مشكلة الاختلال بين الجنسين، وقادت مناقشات ضد هذا النوع من التمييز لاختيار مرشحي حزبها في المؤتمر الوطني للحزب في عام 2002، مرتديةً قميصًا وردي اللون مكتوبًا عليه شعار «أنا لست امرأة رمزية».
دعت سوينسون أيضًا إلى تقديم «مؤشر الرفاهية» ومقارنته مع الناتج المحلي الإجمالي، وقدمت اقتراحًا بشأن هذه القضية في عام 2008، وتمكنت من الحصول على 50 توقيع. حصلت سوينسون على دعم عدد من النواب، كفينس كيبل وأنجيلا إيغل. أشارت سوينسون إلى أن مستوى الرفاهية بين الناس، وعلى الرغم من ارتفاع مستوى المعيشة في البلاد، كان ثابتًا تقريبًا لبعض الوقت، وفقًا لاستطلاعات الرأي. 
تؤمن سوينسون بضرورة عدم بناء سجون جديدة، وشنت عددًا من الحملات المناهضة لإعادة بناء سجن في بلدة بيشاب بريغز، دون أن تتمكن من الوصول إلى أهدافها. صرحت سوينسون، أنه وفي حال قُرر إعادة بناء السجن، يجب أن يبنى بتكاليف عالية، دون أن يُطلق عليه اسم المدينة الذي سيُقام فيها. نجحت حملة سوينسون في الإبقاء على الاسم الأصلي للسجن، ألا وهو سجن لوموس. 
تعتبر سوينسون ناشطة فاعلة ضد التغليف المفرط لشوكولا بيض الفصح، فقد هاجمت، بشكلٍ سنوي وبدءًا من عام 2007، مصنّعي الحلويات لفرط استخدامهم المواد غير القابلة لإعادة التدوير في تغليف البضائع الموسمية، وصنفت شركةَ جوليان لتصنيع الشوكولا والحلويات بأنها الأسوأ من هذه الناحية، تلتها ليندت وبايليز وكاندبيري. 
نجحت سوينسون في الحفاظ على مقعدها في مجلس العموم البريطاني عن دائرة دونبارتونشير الشرقية الانتخابية بعد انتخابات عام 2010، على الرغم من انخفاض نسبة الأصوات التي حصلت عليها بشكل طفيف. دخل حزبها، الديموقراطيون الليبراليون، لاحقًا في ائتلاف مع حزب المحافظين.

### عملها كسرتير برلماني خاص
في شهر نوفمبر من عام 2010، عُينت سوينسون في منصب السكرتير البرلماني الخاص لوزير الأعمال آنذاك، فينس كيبل. 
في شهر ديسمبر من عام 2010، كانت سوينسون واحدة من بين 27 نائب ديموقراطي ليبرالي صوتوا لصالح السماح للجامعات برفع الرسوم الدراسية إلى 9000 جنيه إسترليني سنويًا. 
في شهر فبراير من عام 2012، حلت سوينسون محل نورمان لامب في منصب السكرتير البرلماني الخاص لزعيم الحزب الديموقراطي الليبرالي ونائب رئيس مجلس الوزراء، نك كلغ، وبقيت في منصبها هذا إلى أن ترقت إلى منصب وزير حكومي في وقت لاحق من ذلك العام. 